# Maja brachydactyla
Maja brachydactyla is een kreeftachtige uit de familie spinkrabben (Majidae). De wetenschappelijke naam van de soort werd in 1922 als Maja squinado var. brachydactyla gepubliceerd door Heinrich Balss. De soort komt vrij zeldzaam voor langs de Belgische en Nederlandse kust.

## Kenmerken
Maja brachydactyla heeft een eivormige carapax, waarvan de lengte maximaal 22,5 cm bedraagt. De gehele carapax is bezaaid met grote en kleine stekels. Hij bezit vrij kleine, gesteelde ogen die terugklapbaar zijn. De voorste rand van het rugschild bestaat uit een breed rostrum dat in twee uiteenwijkende tanden uitloopt. De schaarpoten zijn relatief slank en ongeveer even lang als het eerste paar looppoten, en niet behaard. De cilindrische looppoten zijn van talrijke setae voorzien.
De grote spinkrab is meestal roodachtig tot roodbruin.

## Leefwijze
De soort komt voor op allerlei substraten, met een voorkeur voor stenen of zand, vanaf de getijdenzone tot op 70 m diepte. Hij voedt zich voornamelijk met algen, weekdieren, kleine kreeftachtigen, stekelhuidigen en in mindere mate ook hydroïdpoliepen, borstelwormen, mosdiertjes en aas. Het zijn trage dieren die zich actief camoufleren met poliepen, sponzen en ander dierlijk en plantaardig materiaal.
Maja brachydactyla is een trekkende soort. Migratie naar dieper water gebeurt meestal in de herfst.

## Verspreiding
De soort werd voorheen opgevat als een Atlantische populatie van de grote spinkrab (Maja squinado). Onderzoek waarvan de resultaten in 2008 werden gepubliceerd maakt echter aannemelijk dat het bij de Atlantische dieren om een aparte soort gaat, die nu als Maja brachydactyla wordt benoemd. Deze krab komt voor vanaf de westkust van Schotland zuidwaarts tot voor Guinee en de Canarische Eilanden. De soort was in het Pleistoceen veel talrijker aanwezig in de Noordzee; tegenwoordig zijn vondsten daar zeldzaam.

## Commercieel
De soort wordt commercieel geëxploiteerd en wordt in veel landen als een delicatesse beschouwd. In 2004 werd meer dan 5.500 ton gevangen, waarvan ongeveer 70% in Franse wateren (FAO gegevens).